# IC 3252
IC 3252 је група звијезда у сазвјежђу Береникина коса која се налази на листи објеката дубоког неба у Индекс каталогу.
Деклинација објекта је + 28° 37' 6" а ректасцензија 12h 23m 26,0s.